# Pasakha
Pasakha és una ciutat del districte de Chukha, al sud de Bhutan.
S'ha descrit com l'única ciutat industrial del país, ja que és la llar de diverses indústries pesants.
L'any 1996 i a l'agost del 2000, la població i empreses van patir danys per inundacions del riu Bàssora.

## Llocs d'interès

### Temple budista
Construït en memòria de Ma Yum Choni Wangmo.

## Economia i contaminació
Pasakha és favorable per a la indústria gràcies a la seva proximitat a matèries primeres, i també per la exportació ja que la frontera amb l'India és molt a prop.
El 2018 l'OMS va anomenar les ciutats més contaminades del món, la primera era Muzaffarpur i la segona Pasakha, amb 150 micrograms per m³ d'emissions de partícules fines a l'aire, estava per sobre de Delhi i el Caire.
Encara així, el 2016 es va anunciar que Bhutan era l'únic país amb una petjada de carboni negativa, el que significa que els seus boscos poden absorbir més diòxid de carboni del qual s'emet. Això està impulsat per la mateixa legislació del país, la qual esmenta que un mínim del 60% de la superfície terrestre del país ha de ser forestal.
El 2007 es va establir a la ciutat Tashi Group, l'empresa privada més gran de Bhutan, opera una planta química, una planta de ferrosilici i una fàbrica d'embotellament de refrescos. Aquesta és l'única empresa de Bhutan que està autoritzada a embotellar productes de Coca-Cola Company al país.
En total a Pasakha hi ha 26 fàbriques. Com a efecte secundari d'aquestes indústries, la ciutat és un dels pocs llocs de Bhutan on la contaminació de l'aire és una preocupació. Els vilatans locals tenen escassetat d'aigua a causa de la gran demanda d'aquesta per part de les indústries properes.
Una altra empresa de la ciutat és la Bhutan Brewery Pvt. Ltd., la cervesera que produeix la cervesa Druk.